# Harpa María Friðgeirsdóttir
Harpa María Friðgeirsdóttir (* 15. Dezember 2000) ist eine isländische Handballspielerin und Skirennläuferin.

## Karriere

### Handball
Harpa María Friðgeirsdóttir spielte in ihrer Jugend bei Fram Reykjavík und erhielt in der Meisterschaftssaison 2017/18 ihre ersten Spielanteile in der Damenmannschaft des Vereins. Weiterhin errang die Außenspielerin im Jahr 2022 einen weiteren Meistertitel. Im Sommer 2024 wechselte sie zum dänischen Zweitligisten TMS Ringsted. Im Januar 2025 kehrte sie zu Fram Reykjavík zurück.
Harpa María Friðgeirsdóttir lief für die isländische Jugend- und Juniorinnennationalmannschaft auf. Sie nahm mit der Jugendauswahl an der EHF U-17-Championship 2017 teil, einem Wettbewerb für Nationalmannschaften, die sich nicht für die U-17-Europameisterschaft 2017 qualifizieren konnten. Island beendete das Turnier auf dem sechsten Platz. Auch für die U-19-Europameisterschaft 2019 verpasste Island die Qualifikation. Beim Ersatzturnier in Bulgarien belegte sie mit Island den fünften Rang. Harpa María Friðgeirsdóttir lief erstmals im Jahr 2021 für die isländische B-Nationalmannschaft auf. Sie gehörte dem 35-Kader der isländischen A-Nationalmannschaft für die Europameisterschaft 2024 an, nahm jedoch letztendlich nicht am Turnier teil.

### Ski Alpin
Harpa María Friðgeirsdóttir ist auch als Skirennläuferin aktiv und nahm mehrfach an der isländischen Meisterschaft teil. Im Jahr 2021 gewann sie die isländische Meisterschaft im Riesenslalom.

## Sonstiges
Ihre Tante Ásta Halldórsdóttir und ihre Schwester Hólmfríður Dóra Friðgeirsdóttir nahmen an den Olympischen Winterspielen teil.